# Cobertura verde

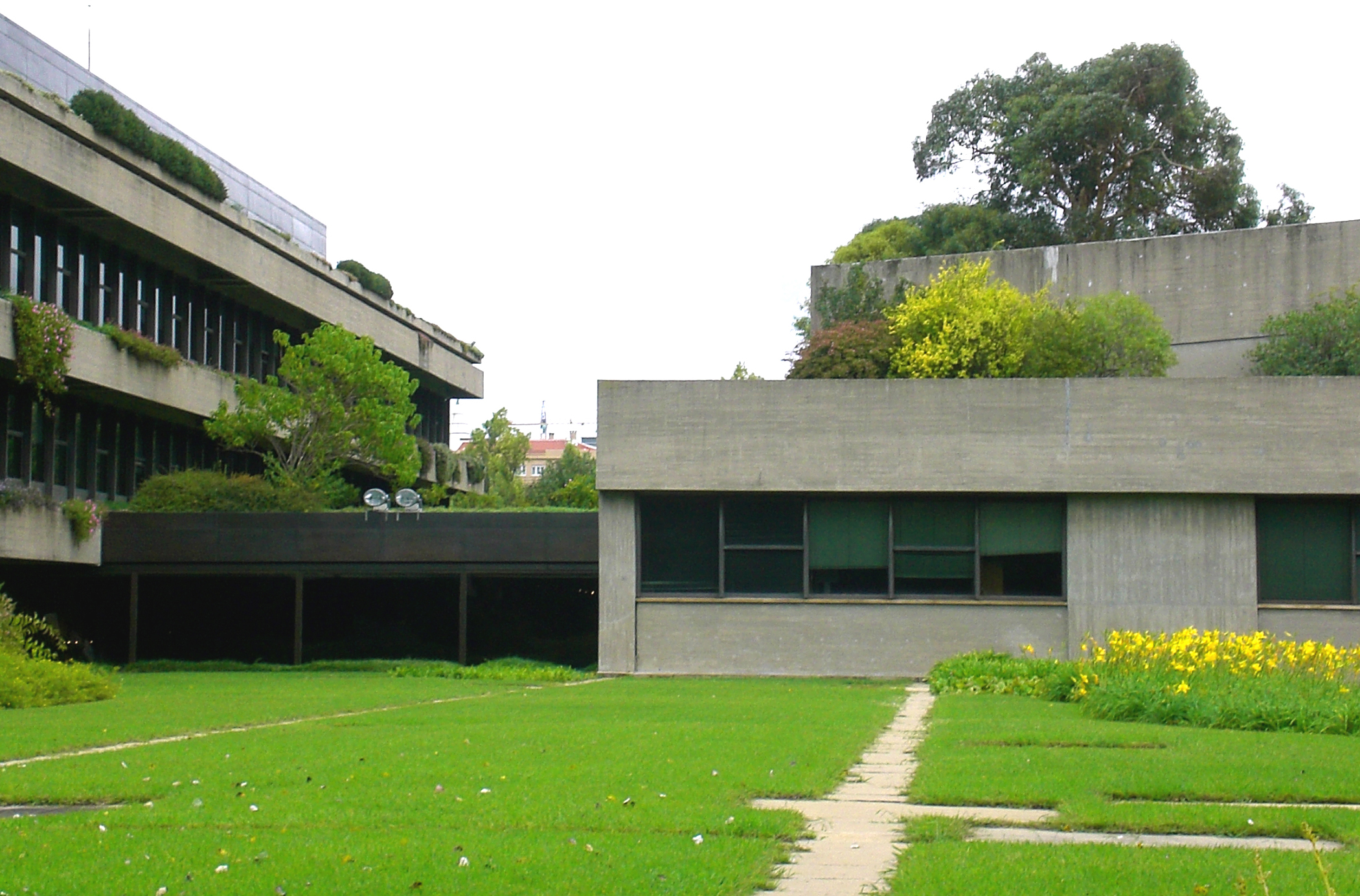
Coberturas verdes - Fundação Calouste Gulbenkian - Lisboa

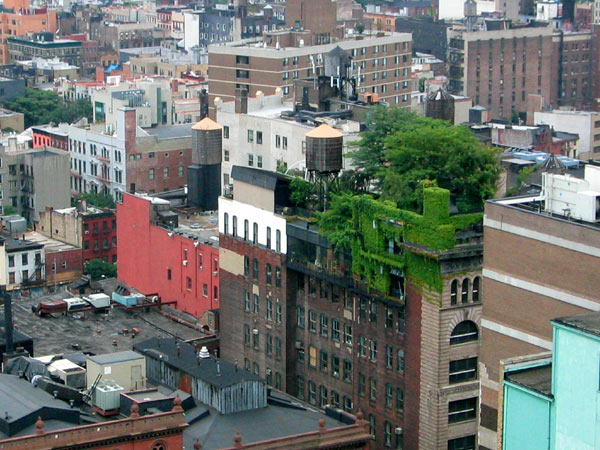
Intensa cobertura verde em um edifício de Manhattan, Centro de Nova York, Estados Unidos.

Cobertura verde, também conhecida como telhado verde e teto verde, consiste em um sistema artificial de construção de coberturas de edifícios, habitações ou mesmo estruturas de apoio, sobre as quais são aplicados diversos tipos de materiais, nomeadamente vegetação, que permitem o correto funcionamento do mesmo e tirar partido das suas enormes vantagens ao nível arquitetônico, estético e ambiental.
A confecção de telhados verdes obedece princípios de projetos tecnológicos consistindo de várias camadas de materiais que devem compor a cobertura de forma harmoniosa. Uma analogia com a montagem de uma lasanha antes de ir ao forno é útil, pois a confecção de uma lasanha baseia-se na construção de várias camadas de alimentos que obedecem uma certa lógica para fornecer um prato saboroso. De modo equivalente, a confecção de um telhado vivo é baseada na montagem de camadas de materiais impermeabilizantes, substratos, bloqueadores de raízes entre outros materiais que devem satisfazer os objetivos de projeto.
Uma função importante de telhados verdes é a capacidade de absorver a água da chuva que cai sobre ele, atrasando o escoamento para o sistema de drenagem. Esta inércia ao escoamento da água da chuva faz com que o telhado verde seja uma opção atraente em regiões urbanas, pois se usado em grande escala pode reduzir a probabilidade de enchentes.

## Características

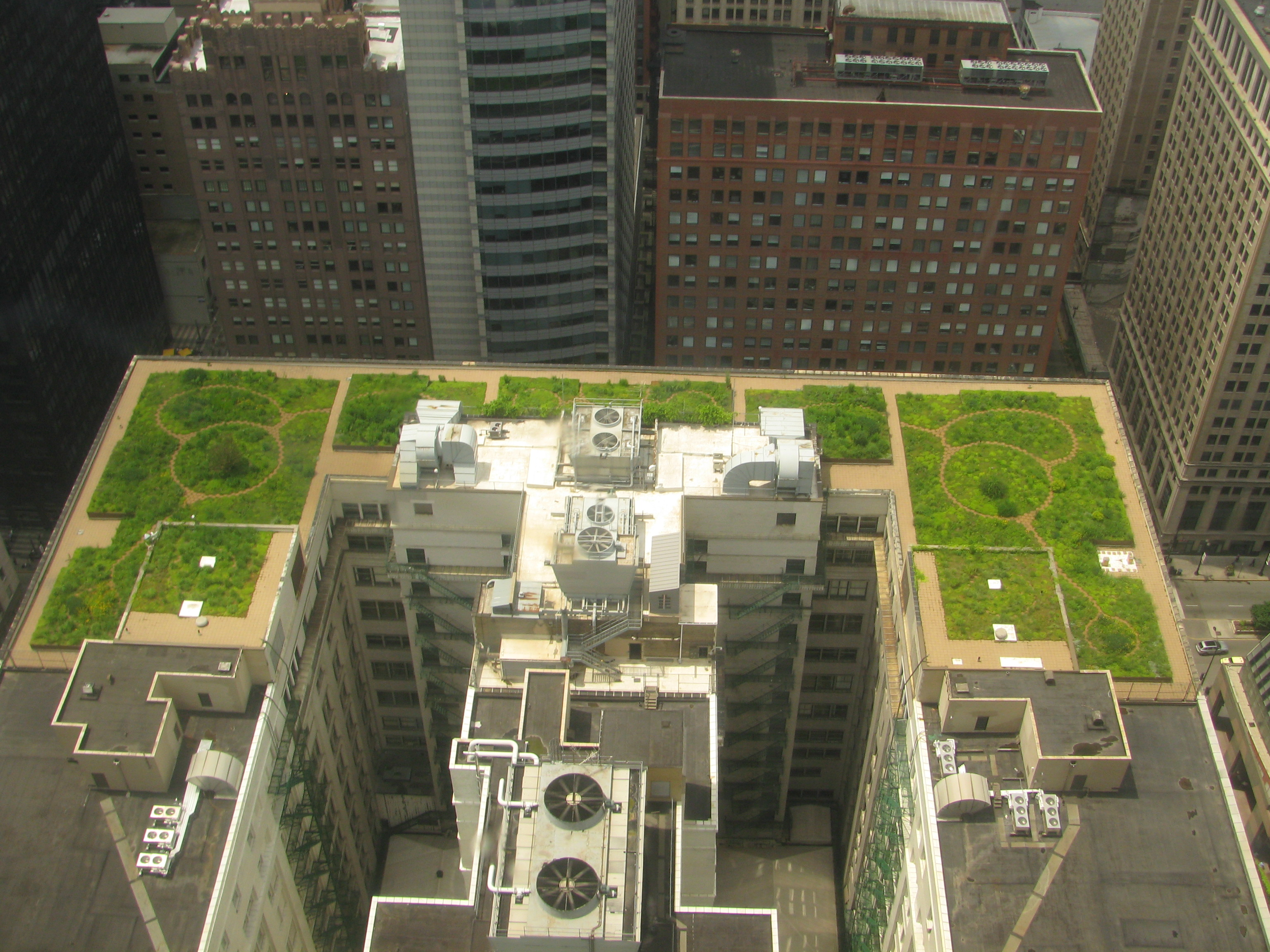
Telhado verde da City Hall de Chicago, Illinois.

Um telhado verde é uma alternativa viável e sustentável perante os telhados e lajes tradicionais, porque facilita o gerenciamento de grandes cargas de águas pluviais, melhoria térmica, serviços ambientais e novas áreas de lazer. O telhado verde proporciona também um ambiente muito mais fresco do que outros telhados, mantendo o edifício protegido de temperaturas extremas, especialmente no verão, reduzindo em até 3°C. Em ambientes extremamente artificiais como o urbano, promovem o reequilíbrio ambiental, trazendo os benefícios da vegetação para a saúde pública e a biodiversidade, quando com plantas nativas do local. Às vezes, telhados verdes contam com painéis solares que reduzem o consumo de energia elétrica.
Melhora as condições termoacústicas da edificação, tanto no inverno como no verão. Estudos de bioclimatismo indicam que, com o uso de coberturas vivas, seja possível melhorar em *90% as condições térmicas no interior da edificação, sem recorrer a sistemas de climatização ou ar-condicionado artificiais.
O teto verde também mantém a umidade relativa do ar constante no entorno da edificação, forma um microclima e purifica a atmosfera no entorno da edificação, formando um microecossistema. Contribui no combate ao efeito estufa, aumentando o ‘sequestro’ (retirada) de carbono da atmosfera e ao mesmo tempo traz mais harmonia, bem estar e beleza para os moradores e/ou ocupantes da edificação. É também um excelente atrativo para pontos comerciais, tornando-os mais visíveis, mesmo quando distantes de locais estratégicos.
As plantas e a terra do telhado verde funcionam como um filtro natural da água, que pode ser armazenada ainda mais limpa, para depois ser usada na irrigação do jardim, nas bacias sanitárias, no chuveiro e, em regiões mais áridas, até para cozinhar e beber.

## História
Não sabe-se ao certo quando nem onde ocorreu a primeira experiência com cobertura verde viva, talvez para camuflar esconderijos ou armadilhas, os homens pré-históricos já se utilizassem desse artificio, o certo é que há milênios os construtores já utilizavam vegetação para cobrir seus telhados. As coberturas verdes já era utilizadas com técnica apurada na antiguidade, onde terraços jardins cobriam os templos de pedra de diversas civilizações em tempos diferentes como o Egito, Pérsia e Mesopotâmia. O conceito do telhado verde foi pensado há bastante tempo, mas muitos pesquisadores apontam que foi na região do Egito onde o principal benefício da técnica é a redução da temperatura no interior da edificação, que a técnica se desenvolveu. Muito tempo depois vindo a ser definido como um dos conceito da arquitetura moderna em 1920, pelo arquiteto francês, Le Corbusier.
A Alemanha é a pioneira no desenvolvimento de telhados verdes na era pós-moderna. Desde os anos 70 pesquisadores universitários, arquitetos e fabricantes alemães se preocupam com este tipo de cobertura.
Nos anos 80, telhados verdes começaram a ser aceitos no mercado consumidor. Companhias alemãs como Zinco, Optima, Optigrün e Bauder são consideradas pioneiras da tecnologia de telhados verdes, principalmente no que diz respeito a materiais betuminosos impermeáveis à água e resistentes ao crescimento de raízes.

## Custos
Os custos de instalação de um telhado verde dependem do sistema e tecnologia adotados. A diferença de preços se deve basicamente à quantidade e o tipo de materiais envolvidos, à complexidade de instalação e à escassez de mão-de-obra especializada. Atualmente existem no Brasil tecnologias eficazes e simples de telhados verdes, permitindo rápida amortização do investimento pela economia de energia e uso da área como jardim e lazer, quando em lajes planas. Outro fator de economia é a extensão da vida útil de uma cobertura com telhado verde em relação à convencional, sujeita a demandas de manutenção devido à ação maior dos fatores climáticos, principalmente a impermeabilização, que fica menos propensa a fissuras pela constantes mudanças de temperaturas.

## Galeria

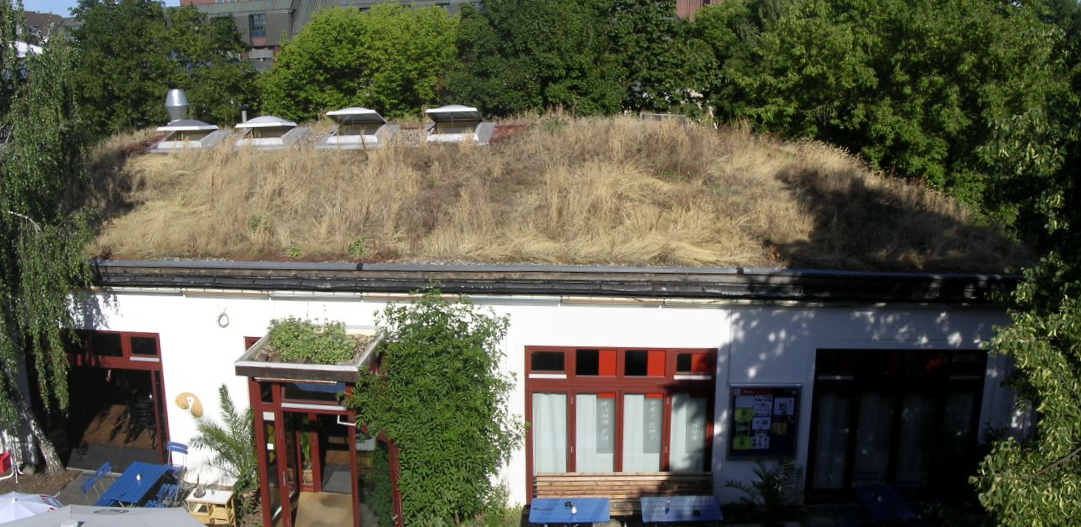
Cobertura verde no verão - ufaFabrik - Berlim; 2006
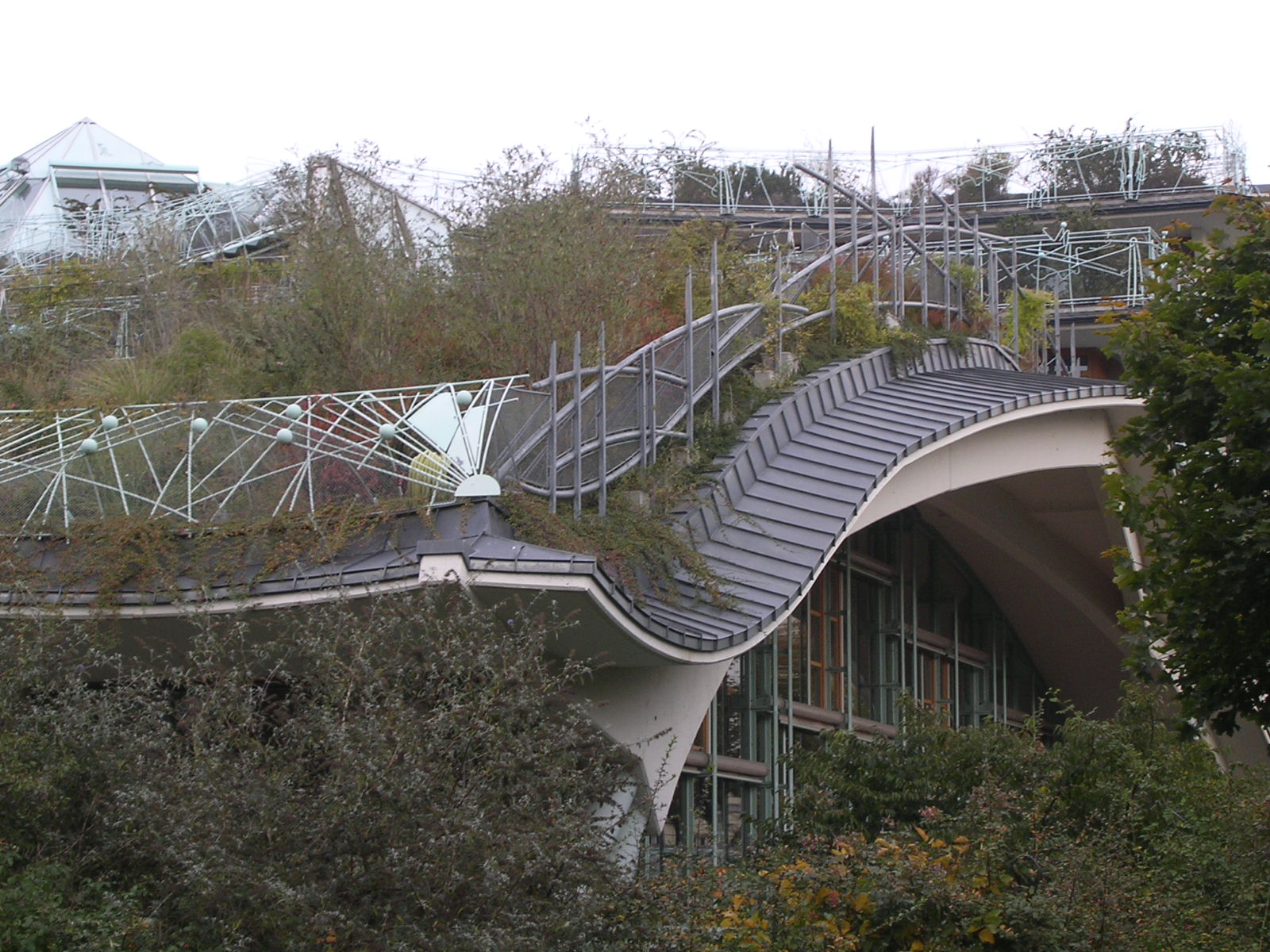
Spreewald-Grundschule - Berlim; 2006